# غرة أوراسية

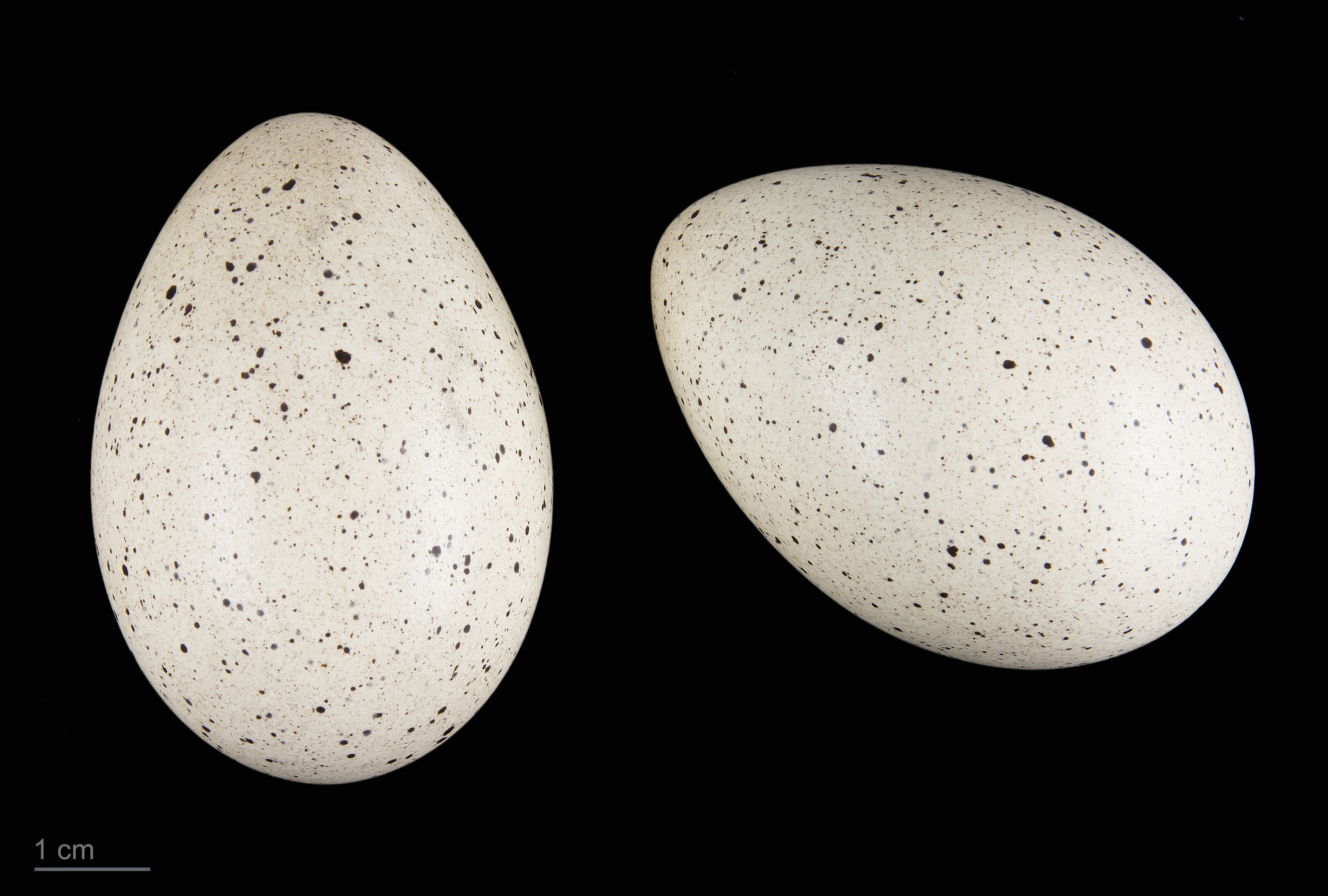
Fulica atra

غر أوراسي (الاسم العلمي: Fulica  atra) (بالإنجليزية: Eurasian  Coot)‏ هو طائر ينتمي إلى طيور المرعة (فصيلة: Rallidae).